# Jónína Leósdóttir
Jónína Leósdóttir, née le 16 mai 1954 à Reykjavik, est une journaliste et dramaturge islandaise, auteur d'une douzaine de pièces de théâtre. Elle est l'épouse de Jóhanna Sigurðardóttir, Première ministre d’Islande de 2009 à 2013.

## Biographie
Elle a été mariée et est devenue mère puis a divorcé. Elle rencontre Jóhanna Sigurðardóttir  en 1983 et le couple se mettent en union civil durant l'année 2000 peu après que Jónína soit devenue grand-mère. En 2010, suite à la légalisation des mariages homosexuels en Islande, les deux femmes se marient le jour de la promulgation de la loi, elle devient donc la première femme épouse de Première Ministre au monde. Après le mandat de Jóhanna Sigurðardóttir en 2013, le couple se retire de la vie publique, ne se montrant que très rarement dans les évènements publique. À la même période, Jónína Leósdóttir publie une auto-biographie relatant l’histoire de son couple.

## Œuvres

### Œuvres en Islandais
- GUÐ ALMÁTTUGUR HJÁLPI ÞÉR! (May God Help You!) - 1988
- RÓSUMÁL (Rosa) - 1992
- SUNDUR OG SAMAN (Together and Apart) - 1993
- ÞRÍLEIKUR (Trilogy) - 1994
- TALAÐ ÚT (Outspoken) - 2007
- KOSSAR & ÓLÍFUR (Kisses & Olives) - 2007
- SVART OG HVÍTT (Black and White) - 2008
- ÉG & ÞÚ (Me & You) - 2009
- ELSKAR MIG, ELSKAR MIG EKKI  (Loves Me, Loves Me Not) - 2010
- ALLT FÍNT … EN ÞÚ? (I’m Fine … and You?) - 2010
- UPP Á LÍF OG DAUÐA (A Matter of Life and Death) - 2011
- LÉTTIR (Lightness/Relief) - 2012
- VIÐ JÓHANNA (Jóhanna and I) - 2013
- BARA EF… (If only …) - 2014
- KONAN Í BLOKKINNI (The Woman in the Apartment Block) - 2016
- STÚLKAN SEM ENGINN SAKNAÐI (The Girl Nobody Missed) - 2017
- ÓVELKOMNI MAÐURINN (An Unwelome Man ) - 2018
- BARNIÐ SEM HRÓPAÐI Í HLJÓÐI (A child’s silent scream) - 2019
- ANDLITSLAUSA KONAN (The Faceless Woman) - 2020
- LAUNSÁTUR (Deceit) - 2021
- VARNARLAUS (Defenceless) - 2022
- ÞVINGUN (COERCION) - 2023

### Œuvres traduite
- La nouvelle AM LIEBSTEN GUT - 2011, tradcution en Allemand de la nouvelle ALLT FÍNT … EN ÞÚ?
- La nouvelle M‘AIME, M‘AIME PAS! - 2011, traduction en Français de la nouvelle Elskar mig, elskar mig ekki parue dans le recueil Nouvelles Pays Nordique (ISBN : 9782918593188)
- JÓHANNA OG JEG - 2014, traduction en Danois du roman VIÐ JÓHANNA
- MEINE FAMILIE UND ANDERE KATASTROFEN - 2016, traduction en Allemand de la nouvelle BARA EF …
- HALÁLKOMOLY - 2016, traduction en Hongrois du roman UPP Á LÍF OG DAUÐA.
- DECEIT - 2022, traduction en Anglais du roman LAUNSÁTUR